# Parafia Najświętszego Serca Pana Jezusa w Świerczowie
Parafia Najświętszego Serca Pana Jezusa – rzymskokatolicka parafia w Świerczowie. Parafia należy do dekanatu Namysłów zachód w archidiecezji wrocławskiej. 

## Historia parafii
Jej proboszczem jest od 2000 roku ksiądz Krzysztof Szczeciński Obsługiwana jest przez kapłana archidiecezjalnego. Erygowana została w 1993 roku.

## Liczebność i zasięg parafii
Parafię zamieszkuje 620 mieszkańców. Zasięgiem duszpasterskim obejmuje ona miejscowości:
- Świerczów,
- Dąbrowa,
- Kuźnica Dąbrowska,
- Miejsce,

### Szkoły i przedszkola
- Przedszkole Publiczne w Świerczowie,
- Publiczna Szkoła Podstawowa w Świerczowie,
- Publiczna Szkoła Podstawowa w Dąbrowie

## Cmentarze
- Cmentarz komunalny w Świerczowie,
- Cmentarz komunalny w Dąbrowie,
- Cmentarz parafialny w Miejscu[1].